# The Princeton Theological Review
The Princeton Theological Review는 프린스턴 신학교의 학생들에 의해서 발행되는 신학저널이다. 1825년 프린스턴 신학교를 졸업하고 교수가 된 찰스 핫지가 성경 레퍼토리라는 명칭으로 처음으로 발행하였다. 1903년 현재의 이름으로 개명되었다. 1929년 이사회가  중단시켰는데 1990년대 중반에 다시 출판되었다.